# Студенець (Постойна)
Студенець (словен. Studenec) — поселення в общині Постойна, Регіон Нотрансько-крашка, Словенія. Висота над рівнем моря: 551,2 м.